# Sui Wendi
Keizer Wen (541-604), persoonlijke naam Yang Jian was een keizer van China van 581 tot 604 en stichter van de Sui-dynastie.
Hij was oorspronkelijk in dienst van het Noord-Chinese leger en werkte zich daar op tot generaal. In 581 wierp hij de Noordelijke Zhou-dynastie omver en greep de macht in het noorden van China. Hij was een zeer bekwaam organisator en hij kreeg al gauw overal veel aanzien. Hij zorgde voor een sterk en stabiel bestuur en een goede consolidatie van de macht van zijn dynastie. Al gauw richtte hij zijn aandacht op het zuiden wat hij erg makkelijk kon verslaan en veroveren, doordat de keizer in het zuiden een zwak persoon was en Yang Jian`s dynastie veel beter georganiseerd was. In 589 was heel het zuiden veroverd en werd Yang Jian keizer van een herenigd China dat weer net zo groot en centraal bestuurd werd als in de gloriedagen van de Han-dynastie.
Als keizer van een herenigd China bleek Yang Jian een groots bestuurder. Hij liet (net als de keizers van de Qin-dynastie) grootschalige bouwprojecten opzetten, niet alleen in het kerngebied, maar ook in de onderworpen provincies. Zo zorgde hij voor sterke centralisatie en dat de handel gigantisch tot bloei kwam. De belangrijkste projecten waren de bouw van het Grote Kanaal en de uitbreiding van de Chinese Muur voor bescherming tegen Mongoolse aanvallen. Al deze projecten waren echter wel een zware last voor de bevolking die hoge belastingen moest betalen en zware dwangarbeid moest verrichten. Door vertrouwen en respect voor het leiderschap van Yang Jian kwam het echter niet tot opstanden en werkte de bevolking gewillig mee. Iets wat zou veranderen onder Yang Jian`s opvolger Yangdi.
Ook liet Yang Jian de munteenheid standaardiseren, wat hij ook in navolging van Qin deed. Maar hij pakte het nog grootser en gedetailleerder aan, zodat iedereen overal met hetzelfde geld kon betalen. Hij reguleerde ook de marktprijzen en hij liet grootschalig graanopslagplaatsen bouwen, ook een van zijn grootste bouwacties (dit vooral in navolging van de vroege Han-dynastie).
In 604 stierf de oude keizer een vredige dood. Hij werd opgevolgd door zijn tweede zoon Yangdi.